# Kelet-cserháti Tájvédelmi Körzet
A Kelet-cserháti Tájvédelmi Körzet területe  6916 hektár, ebből fokozottan védett 493 hektár. A Tájvédelmi körzet a Bükki Nemzeti Park Igazgatósága alá tartozik.

## Fekvése
A Cserhát Nógrád vármegyében, a Börzsöny és a Mátra között fekszik, északról az Ipoly folyó völgye, délről már az Alföld határolja. A tájvédelmi körzet Pásztótól nyugatra, megközelítőleg a Hollókő, Márkháza, Ecseg és Bokor községek által határolt területen húzódik.

## Jellemzői
A Keleti-Cserhát hazánk legjobban lepusztult, legváltozatosabb felszínű hegysége. A hegység négy piroxén-andezit változatból, főleg ezek agglomerátumaiból és tufáiból áll. A terület földtani jelentősége, hogy itt található a hazánkban legteljesebben kifejlődött miocén rétegsor, a harmadidőszaki képződmények tanulmányozására ez a legkedvezőbb terep.
A Keleti-Cserhátban a Bükki Nemzeti Park Igazgatóság javaslata alapján Natura 2000 területek meghatározása is megtörtént, a következő területek kerültek kijelölésre: szentkúti Meszes-tető, Tepke, Bézma, bujáki Csirke-hegy és Kántor-rét, szandai Vár-hegy.

## Növény- és állatvilág

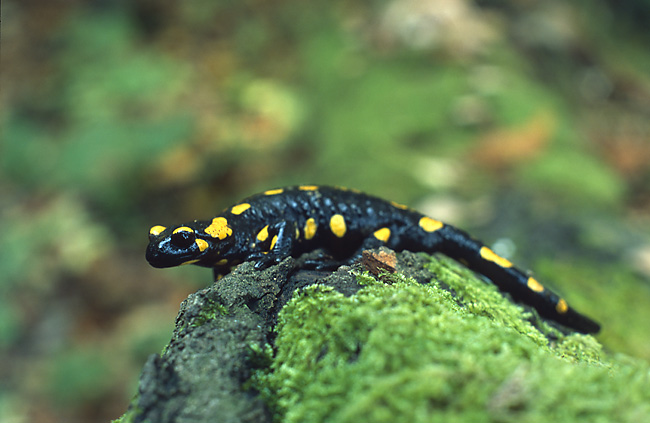
Foltos szalamandra

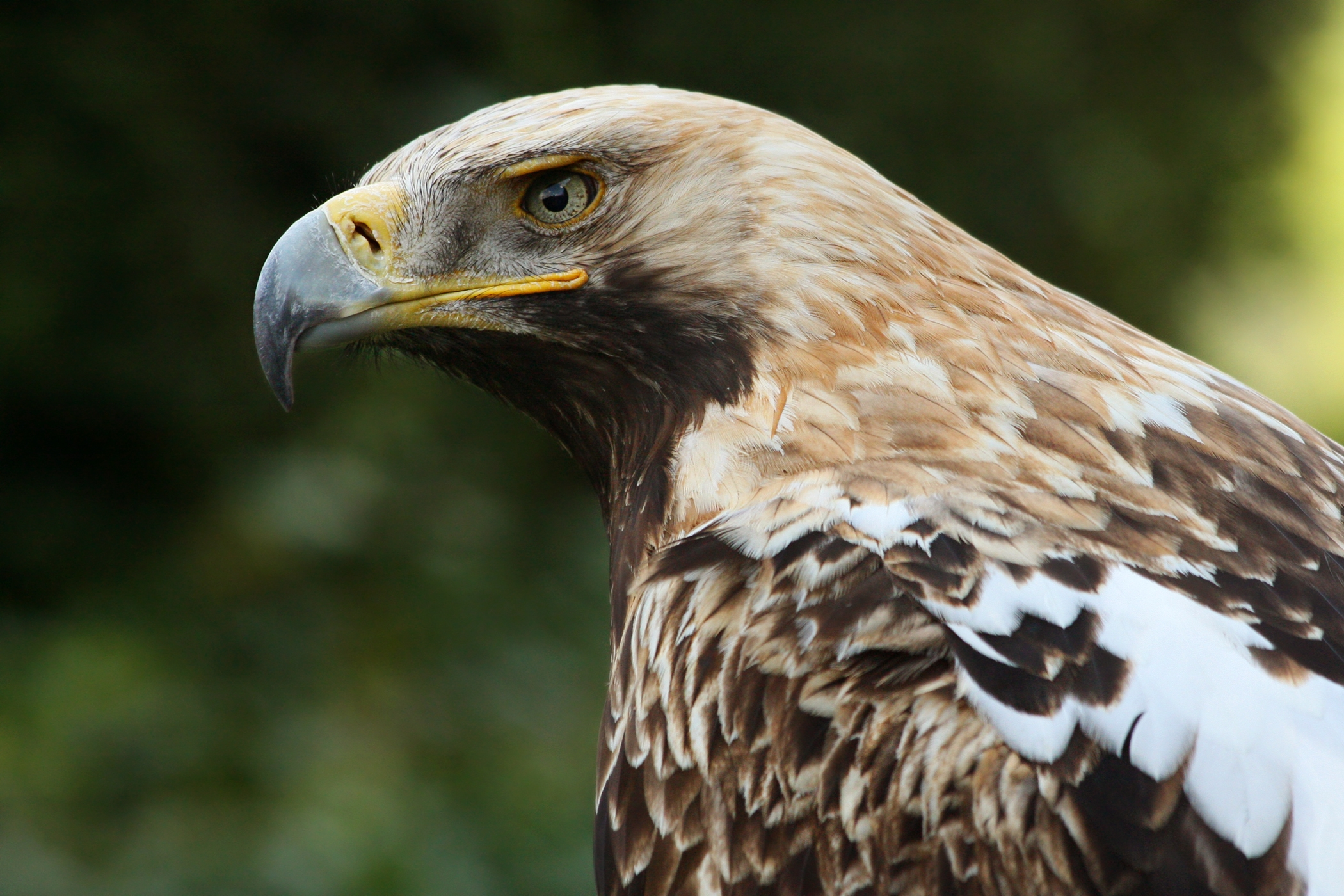
Parlagi sas

A Keleti-Cserhát sajátos flórája a természeti tényezők és az emberi tevékenység közös hatása következtében alakult ki. A területen a hűvös völgyoldalakban bükkösöket, a meleg oldalakon tölgyeseket, a száraz sziklás gerinceken bokorerdőket, míg a patakok mentén égereseket találunk. A tájvédelmi körzet területének zonális növénytársulása – melyre a Cserhát neve is utal – a középhegységi cseres-tölgyes. A tájvédelmi körzet élővilága hasonló a közeli Mátráéhoz. Az erdőterületek nagyvadjai mellett otthonra lelnek itt a ritka védett emlősök, hüllők, kétéltűek és a madarak is, nem beszélve a gerinctelenek népes családjáról.

### Fontosabb növényfajok

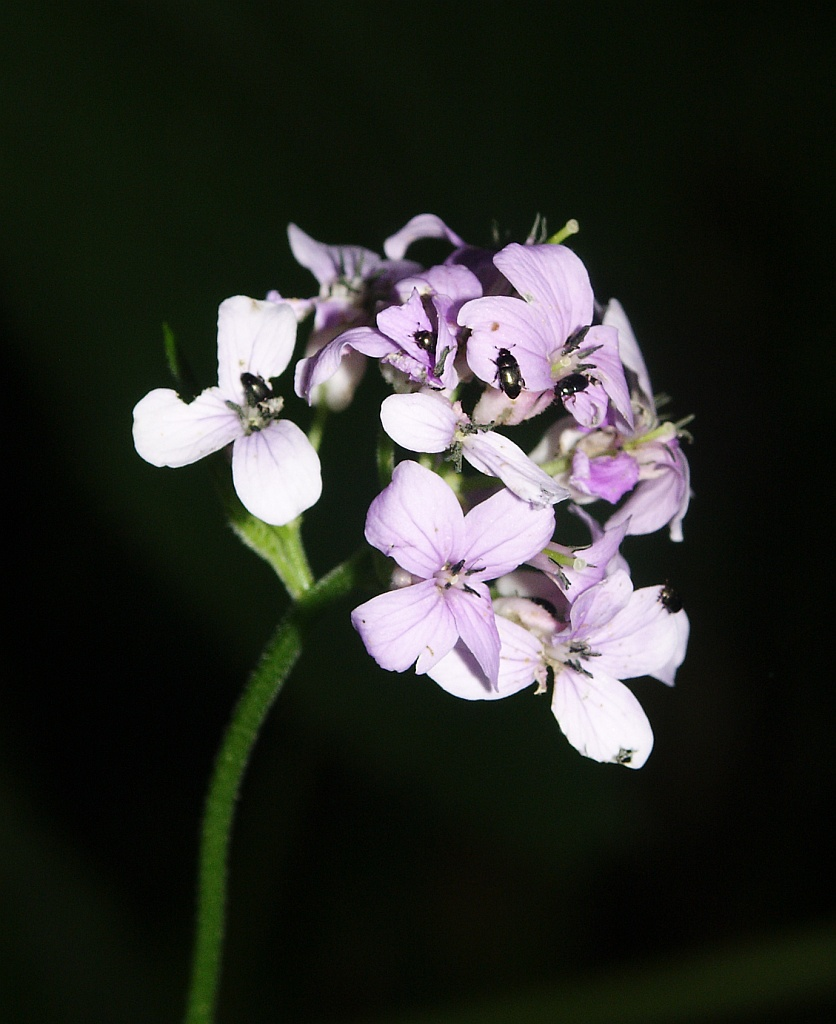
Erdei holdviola

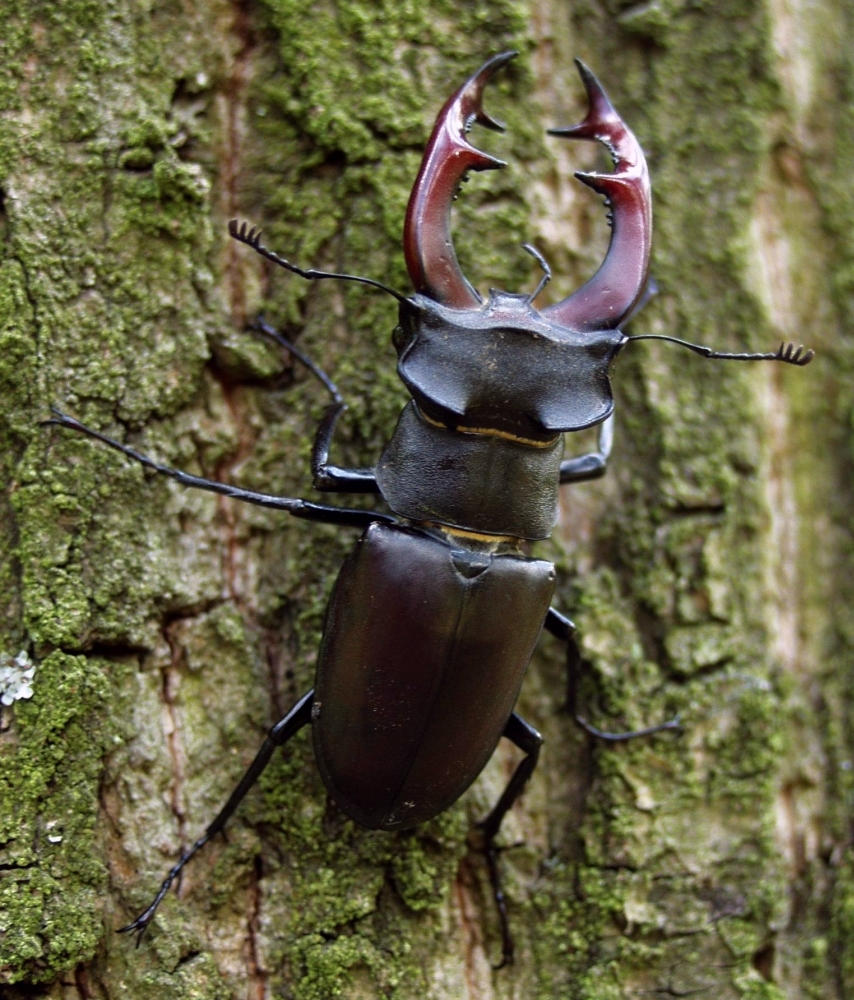
Szarvasbogár

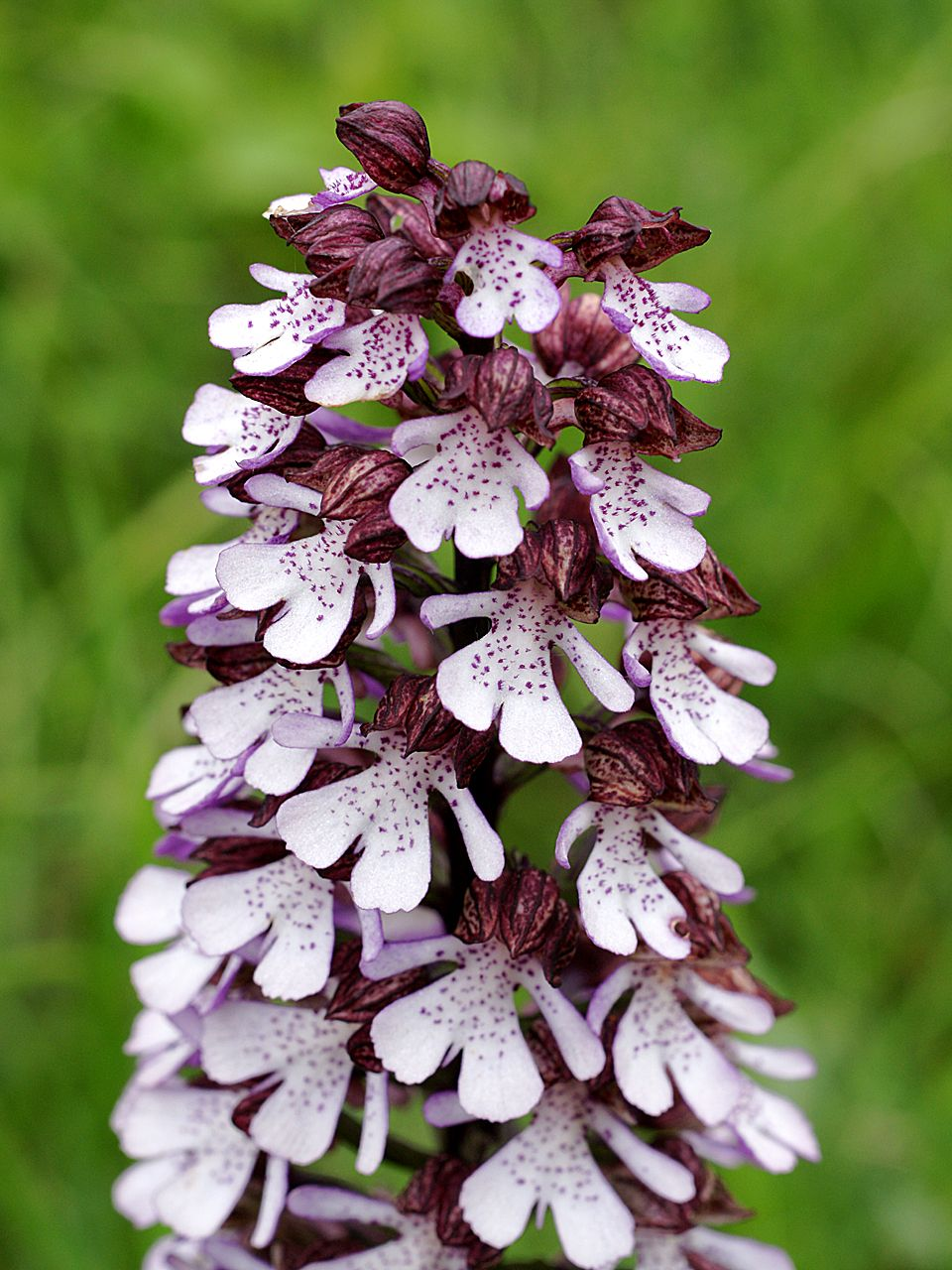
Kosbor

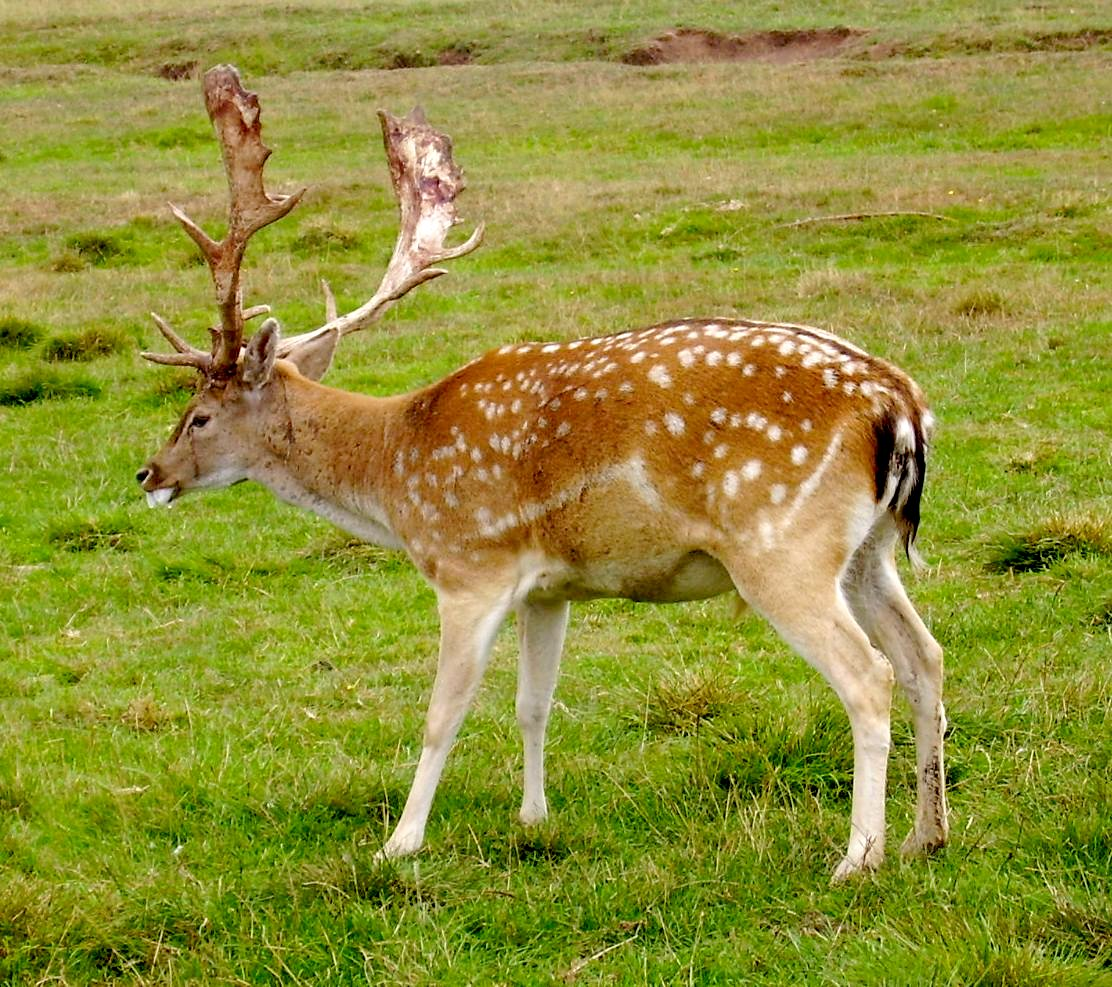
Dámvad

| - békabogyó - erdei varázslófű - fodros gólyaorr - gyapjas boglárka - tavaszi görvélyfű - csillogó gólyaorr - erdei holdviola - fürtös kőtörőfű - hegyi csillagvirág - magas csukóka - odvas keltike - bogláros szellőrózsa - kapotnyak - farkasszőlő - házi berkenye - húsos som - gérbics - vöröslő hagyma - sziklai sás - réti csormolya - molyhos tölgy - virágos kőris - tollas szálkaperje - budai imola | - téglaszínű lednek - nagy ezerjófű - méregölő sisakvirág - pusztai meténg - magyar bogáncs - csepleszmeggy - fekete madárbirs - szirti gyöngyvessző - jajrózsa - prémes gyöngyperje - sziklai csenkesz - magyar perje - csinos árvalányhaj - törpe nőszirom - fekete kökörcsin - bunkós hagyma - rózsás kövirózsa - sárga bükköny - tavaszi hérics - macskahere - selymes boglárka - nagyvirágú gyíkfű - Waldstein-pimpó - kövi pimpó | - magyar repcsény - erdei borkóró - csillagőszirózsa - sárga len - leánykökörcsin - erdei szellőrózsa - fehér zanót - nagy pacsirtafű - sömörös kosbor - bíboros kosbor - bíboros szádorgó - olasz atracél - magyar zsálya - kecskebúza - keskenylevelű gyapjúsás - mocsári kosbor - mocsári nőszőfű - hússzínű ujjaskosbor - egylaki macskagyökér - mocsári kígyófű - szibériai nőszirom - réti gólyaorr - piros kígyószisz - nagy gombafű |

### Fontosabb állatfajok
| - fűrészlábú szöcske - lándzsás karimáspoloska - kövipoloska - mannakabóca - óriás énekeskabóca - fogólábú-fátyolka - keleti rablópille - nagy szarvasbogár - orrszarvúbogár - pompás virágbogár - hegyi virágbogár - sápadt éjcincér - szilfacincér - vércincér - Arias-díszbogár - darázscincér | - zsákhordóbogár - gyászlepke - kis apolló lepke - kis színjátszólepke - rókalepke - kis fehérsávoslepke - nagy tűzlepke - nagy pávaszem - tölgyfaszender - kövi csík - foltos szalamandra - gyepi béka - zöld gyík - fali gyík - pannongyík | - fekete gólya - parlagi sas - kis békászósas - kerecsen - darázsölyv - kígyászölyv - uhu - hamvas rétihéja - haris - császármadár - harkály - nyuszt - hermelin - vadmacska - vidra - mogyorós pele - erdei pele - muflon - dámvad |

## Kulturális értékek
A tájvédelmi körzet legjelentősebb kultúrtörténeti emlékeit erődített őskori telepek (bronzkori földvárak) és középkori várak maradványai jelentik, mint például a kerek-bükki sáncvár, az ecsegi Ilonavár, vagy a Sámsonháza melletti Fejérkő vára. A tájvédelmi körzet területén tanösvény és tájékoztató tábla segítségével ismerhetjük meg a terület földtani látnivalóit a sámsonházai Buda-hegyen és kőfejtőben, Kozárd határában a Pogányvári-kőfejtőben, a mátraszőlősi Függő-kőn, a cserhátszentiváni kőfejtőkben és a felsőtoldi Kecske-hegy kisebb kőfejtőjében.

## Tanösvények

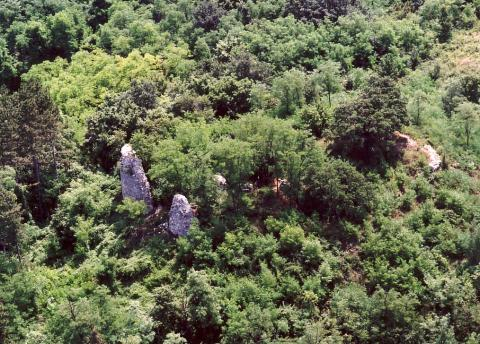
Sámsonháza – légifotó

### Buda-hegyigeológiai, botanikai tanösvény (Sámsonháza)
Az 1989-ben alapított, jelenleg 6915,5 ha területű Kelet-Cserhát Tájvédelmi Körzetben kialakított tanösvény a miocén középső szakaszának földtani formációit mutatja be. A séta közben a buda-hegyi Cserkő-oldal gazdag növényvilága is feltárul a látogató előtt.

### Szanda – Vár-hegyigeológiai tanösvény (Szandaváralja)
A Központi-Cserhát – és benne az 529 m magas, kettős ormú Szanda-hegy – uralkodó vulkanikus kőzete a piroxénandezit. A 3 km hosszú, körtúra jellegű tanösvény az 1976-ban védetté nyilvánított 20 hektáros Szanda Vár-hegyet fogja körül.

## Külső hivatkozások
- A Bükki Nemzeti Park honlapja
- A Bükki Nemzeti Park honlapja – A Kelet-cserhéti TK leírása
- A Bükki Nemzeti Park interaktív térképe
- A Kelet-cserháti TK térképe